# 奧比布羅
奧比布羅（丹麥語：Aabybro），丹麥日德蘭半島北部的一座城鎮，亞默灣市鎮的行政中心。